# White Scorpion
White Scorpion (jap. ホワイト スコーピオン zapis stylizowany WHITE SCORPION) – 11-osobowa japońska grupa idolek utworzona 7 października 2023 roku z projektu „IDOL3.0 PROJECT” stworzonego przez Yasushi Akimoto. Będą one rozwijać swoją działalność zarówno w rzeczywistych miejscach, takich jak koncerty i wydarzenia związane z uściskiem dłoni, jak i w wirtualnych, takich jak przestrzeń Metaverse.

## Nazwa
Nazwa grupy, WHITE SCORPION, wyraża pragnienie grupy, by być zarówno „niewinnym i uczciwym (WHITE)”, jak i „silnym (SCORPION)”.

## Historia
Członkinie zostały wybrane w drodze przesłuchań „IDOL3.0 PROJECT”, do których zgłosiło się około 10 000 osób, a 11 zwycięskich kandydatek ogłoszono 7 października, po sześciomiesięcznym procesie przesłuchań, który rozpoczął się w kwietniu 2023 roku. Tak więc 7 października ogłoszono nową grupę idolek WHITE SCORPION z 11 członkiniami i Yasushim Akimoto jako producentem. 
Począwszy od 27 października na oficjalnej stronie internetowej grupy, zaczęły pojawiać się zwiastuny, z wizualizacjami i pseudonimami poszczególnych członkiń, które były publikowane codziennie przed zaplanowanym na 7 listopada debiutem grupy.
7 grudnia zadebiutowały singlem „Manazashi Sniper” (眼差しSniper) dystrybuowanym przez King Records. 17 grudnia grupa została mianowana specjalnym ambasadorem NFT „SNPIT” opartego na blockchainie.
11 września 2024 grupa wydała swój pierwszy minialbum „Caution”.

## Członkinie
| Pseudonim | Zapis  | Pseudonim (w momencie przesłuchania) | Data urodzenia       | Miejsce urodzenia   | Narodowość | Uwagi               | Przy.       |
| --------- | ------ | ------------------------------------ | -------------------- | ------------------- | ---------- | ------------------- | ----------- |
| ACE       | えーす | ピース                               | 6 listopada 2006     | prefektura Fukuoka  | Japonia    |                     | [ 7 ]       |
| ACO       | あこ   | ナコ                                 | 30 maja 2004         | prefektura Okayama  | Japonia    |                     | [ 7 ]       |
| ALLY      | ありー | アリー                               | 17 kwietnia 2000     | prefektura Kioto    | Japonia    |                     | [ 7 ]       |
| AOI       | あおい | アオ                                 | 13 października 2004 | Tokio               | Japonia    |                     | [ 7 ]       |
| CHOCO     | ちょこ | チョコ                               | 27 grudnia 2006      | Tokio               | Japonia    |                     | [ 7 ]       |
| COCO      | ここ   | ココア                               | 18 marca 2006        | Hokkaido            | Japonia    |                     | [ 7 ]       |
| HANNA     | はんな | ハンナ                               | 17 grudnia 2008      | prefektura Hyōgo    | Japonia    |                     | [ 7 ]       |
| MOMO      | もも   | モモテレ                             | 7 grudnia 2005       | Tokio               | Japonia    |                     | [ 7 ]       |
| NATSU     | なつ   | サマー                               | 16 lipca 2004        | prefektura Kanagawa | Japonia    | Była członkini WAgg | [ 7 ] [ 8 ] |
| NAVI      | なび   | ナビ                                 | 20 marca 2003        | prefektura Okayama  | Japonia    |                     | [ 7 ]       |
| NICO      | にこ   | ニコ                                 | 23 maja 2004         | prefektura Toyama   | Japonia    | Była członkini WAgg | [ 7 ] [ 8 ] |

## Dyskografia

### Minialbum
| # | Tytuł   | Informacje                                                                          | Najwyższa pozycja | Sprzedaż | Certyfikat | Uwagi                                                                          |
| # | Tytuł   | Informacje                                                                          | JPN (Oricon)      | Sprzedaż | Certyfikat | Uwagi                                                                          |
| - | ------- | ----------------------------------------------------------------------------------- | ----------------- | -------- | ---------- | ------------------------------------------------------------------------------ |
| 1 | Caution | - Wydany: 11 września 2024 - Wytwórnia: King Records - Format: CD, digital download | 5                 | - JPN:   |            | Numer katalogowy: * Edycja limitowana – NKCD-10514 * Edycja zwykła – KICS-4165 |

### Cyfrowy singel
| # | Data wydania    | Tytuł                                     | Uwagi                                                                          | Przy.  |
| - | --------------- | ----------------------------------------- | ------------------------------------------------------------------------------ | ------ |
| 1 | 7 grudnia 2023  | 眼差しSniper ( Manazashi Sniper)          |                                                                                | [ 10 ] |
| 2 | 7 stycznia 2024 | コヨーテが鳴いている (Coyote ga Naiteiru) |                                                                                | [ 11 ] |
| 3 | 7 lutego 2024   | 非常手段 (Hijoushudan)                    |                                                                                | [ 12 ] |
| 4 | 7 marca 2024    | 雑踏の孤独 (Zattou no Kodoku)             | Według głosowania fanów w teledysku promującym singel wystąpiła wyłącznie NICO | [ 13 ] |
| 5 | 7 kwietnia 2024 | Satisfaction graffiti                     |                                                                                | [ 14 ] |
| 6 | 4 września 2024 | 動く唇 (Ugoku Kuchibiru)                  |                                                                                | [ 15 ] |

## Wideografia

### Teledyski
| # | Data wydania    | Tytuł                                       | Przy.  |
| - | --------------- | ------------------------------------------- | ------ |
| 1 | 7 grudnia 2023  | „眼差しSniper” ( Manazashi Sniper)          | [ 16 ] |
| 2 | 7 stycznia 2024 | „コヨーテが鳴いている” (Coyote ga Naiteiru) | [ 17 ] |
| 3 | 7 lutego 2024   | „非常手段” (Hijoushudan)                    | [ 18 ] |
| 4 | 7 marca 2024    | „雑踏の孤独” (Zattou no Kodoku)             | [ 19 ] |
| 5 | 7 kwietnia 2024 | „Satisfaction graffiti”                     | [ 20 ] |
| 6 | 4 września 2024 | „動く唇” (Ugoku Kuchibiru)                  | [ 21 ] |